# Anthony Favre
Anthony Favre (Rolle, 1º febbraio 1984) è un ex calciatore svizzero, di ruolo portiere.

## Palmarès

### Club

#### Competizioni nazionali
- Coppa Svizzera: 1

Zurigo: 2015-2016
- Challenge League: 1

Zurigo: 2016-2017